# Лисья Гора (посёлок)
Лисья Гора — упразднённый в 1942 году посёлок Агаповского района Челябинской области России. Включён в состав рабочего посёлка (ныне село) Агаповка. Сохранился топоним в названии садового товарищества «Лисьегорский сад».

## География
Расположен был у доломитового карьера при ручье Сточном и реки Сухая Речка, в северной части Агаповки.

## История
Указом Президиума Верховного Совета РСФСР от 9 октября 1942 г. в черту рабочего посёлка Агаповка вошли: посёлок Известкового завода, посёлок Лисья Гора, посёлок Промстрой, посёлок Флюсовая.

## Инфраструктура
Основа экономики: разработка Лисьегорского месторождения, она же Лисья гора.